# Баварська правда
Баварська правда — запис звичаєвого права (майнового, договірного, сімейного, кримінального та ін.) германського племені баварів, зроблений у середині 8 ст.; одна з т. з. Варварських правд.

Пам'ятка написана латинською мовою. Складається зі вступу і трьох частин:
- перша визначає правовий стан церкви,
- друга — права герцога,
- третя — містить норми звичаєвого права баварів[1].